# Klub Wioślarski Gopło Kruszwica
Klub Wioślarski Gopło Kruszwica (nazywany też: KW Gopło Kruszwica) – polski klub wioślarski powstały w 1911 roku na terenie Kruszwicy. Członek założyciel Polskiego Związku Towarzystw Wioślarskich.

## Historia Klubu

### Okres pod zaborem niemieckim
Założycielami klubu byli polscy patrioci z Kruszwicy i nieodległego Inowrocławia, pod przywództwem dr. Michała Laskowskiego i Kazimierza Pelza. Na spotkaniu w dniu 5 marca 1911 roku, przy udziale i pomocy delegata KW 04 w Poznaniu, założyli oni Klub Wioślarski „Vistula”. Miał on być polską alternatywą dla powstałego rok wcześniej towarzystwa Ruder-Verein Goplo, które zrzeszało Niemców. Początkowo polski klub miał kłopoty z rejestracją oraz z nabyciem gruntu pod budowę przystani nad Gopłem (niemiecki właściciel nie chciał sprzedać Polakom ziemi). Ziemię w końcu podarował klubowi polski ziemianin Józef Kościelski – nie było to nad samym jeziorem Gopło lecz nad pobliskim jeziorem Szarlej. Uroczyste otwarcie szybko zbudowanej drewnianej przystani i poświęcenie pierwszych łodzi, miało miejsce już w dniu 11 września 1911 roku. Pierwszym Prezesem klubu został Michał Laskowski. W okresie tym klub był ostoją polskości – organizował dla okolicznych Polaków obchody święta wianków i integrował lokalną społeczność. Prowadzono turystykę wioślarską i naukę wiosłowania. W 1914 roku „Vistula” liczyła 48 czynnych (tj. wiosłujących) członków.
Wybuch I wojny światowej wstrzymał działanie klubu – wszyscy młodsi członkowie kluby zostali powołanie do armii niemieckiej i wysłani na front. Dzięki działaniom starszych działaczy, którzy przeżyli wojnę w Kruszwicy, zniszczenia wojenne nie dotknęły klubowego mienia.

### Dwudziestolecie międzywojenne
Po odzyskaniu przez Polskę niepodległości, kruszwicki klub był jednym z trzynastu polskich klubów-założycieli Polskiego Związku Towarzystw Wioślarskich. Dzięki przychylności władz, udało się przejąć majątek po zlikwidowanym niemieckim towarzystwie wioślarskim - obejmowało to atrakcyjny grunt wokół Mysiej Wieży nad Gopłem, budynek przystani i część pływającego taboru. W dniu 18.11.1919 roku klub zmienił nazwę na Klub Wioślarski Gopło.  
Lata 20. to początek rywalizacji sportowej KW Gopło. Klub organizował na torze na jez. Gopło wiele ogólnopolskich regat wioślarskich. W roku 1937 odbyły się tu XVIII Wioślarskie Mistrzostwa Polski.

### Okres po II wojnie
II wojna światowa wstrzymała działalność klubu, gdyż uprawianie sportu przez Polaków było surowo zakazane. Niemcy w tym czasie reaktywowali Ruder-Verein Goplo. Użytkując przywłaszczone łodzie polskiego klubu, wiele z nich jednak zdewastowali. Część taboru pływającego przetrwała jednak wojnę, podobnie jak przystań. Pozwoliło to wznowić działalność KW Gopło już na wiosnę 1945 roku i umożliwiło w sierpniu tego samego roku uczestniczyć w pierwszych po wojnie Mistrzostwach Polski.
W roku 1950 komunistyczne władze nakazały klubowi połączyć się z KS Piast, skupiającym sekcje lądowe – w wyniku tego został sekcją wioślarską w nowo powstałym KS Związkowiec. Jeszcze w tym samym roku, w następstwie ogólnopolskiej reorganizacji sportu, sekcję wioślarską wcielono do utworzonego Związkowego Klubu Sportowego „Unia”. W wyniku kolejnych reorganizacji, sekcja wioślarska weszła w skład Zrzeszenia Sportowego „Sparta”. W latach 50. klub regularnie organizował na jeziorze Gopło regaty wioślarskie, w tym – Mistrzostwa Polski w Wioślarstwie.
W roku 1957 – na fali odwilży gomułkowskiej klub odzyskał względną samodzielność. Reaktywowano Klub Wioślarski Gopło, choć wchodził on nadal w skład federacji „Sparta”. W 1983 roku klub zmienił nazwę na Międzyzakładowy Klub Sportowy „Gopło” (potem z przymiotnikiem: „Ludowy”). Końcówka PRL to coraz większe kłopoty finansowe i organizacyjne klubu.
Całkowitą samodzielność sekcja wioślarska odzyskała dopiero po przemianach ustrojowych, kiedy w 22 listopada 1992 roku zarejestrowano stowarzyszenie o nazwie Klub Wioślarski z roku 1911 w Kruszwicy. W roku 1995 klub wrócił do historycznej. nazwy: Klub Wioślarski Gopło Kruszwica. Zarząd doprowadził do wyremontowania klubowych obiektów, a przede wszystko do wybudowania nowoczesnego budynku przystani z małym hotelem. Na jeziorze Gopło urządzono nowoczesny tor wioślarski, umożliwiający organizację zawodów międzynarodowych.  
Stopniowo polepszająca się sytuacja finansowa klubu, ale przede wszystkim wytrwała praca z młodzieżą, doprowadziły do największych w historii KW Gopło sukcesów – nie tylko na polu rywalizacji krajowej, ale przede wszystkim w konkurencji międzynarodowej. Ich ukoronowaniem był występ Artura Mikołajczewskiego na igrzyskach olimpijskich. Modernizacje toru wioślarskie umożliwiły klubowi organizację na Gople trzech dużych międzynarodowych imprez wioślarskich: Akademickich Mistrzostw Europy w 2009, Mistrzostw Europy Juniorów w 2011 oraz Mistrzostw Europy Młodzieżowców w 2017 roku.

## Galeria zdjęć

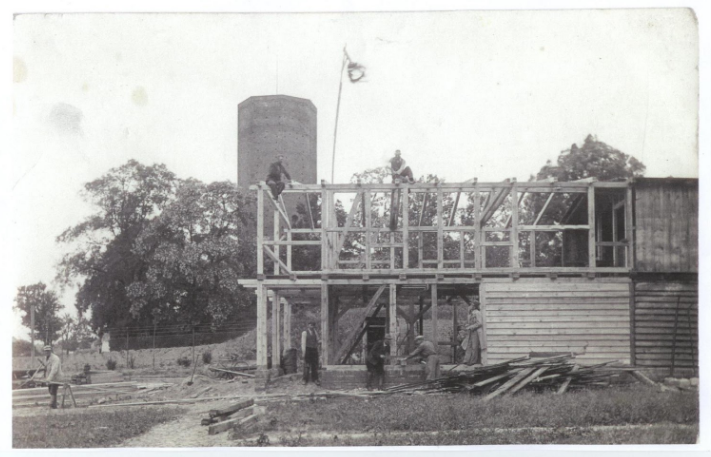
Budowa przystani klubowej pod Mysią Wieżą
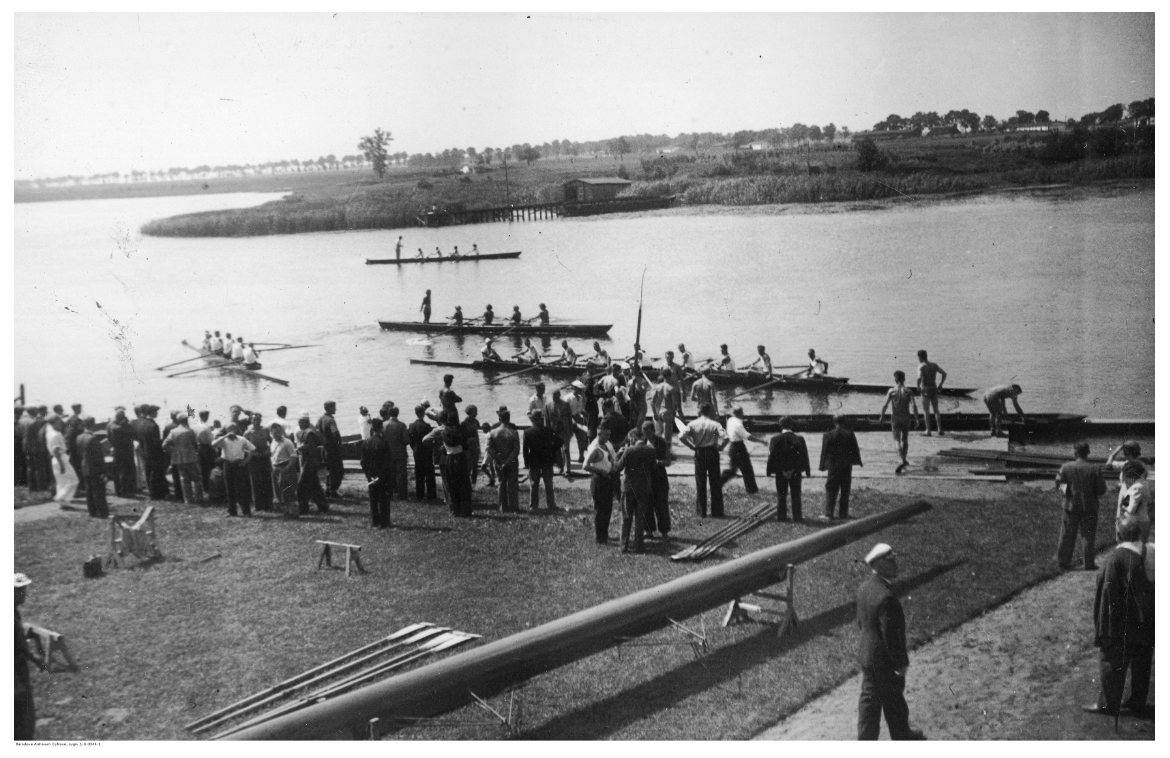
Teren przystani podczas zawodów w 1938 roku
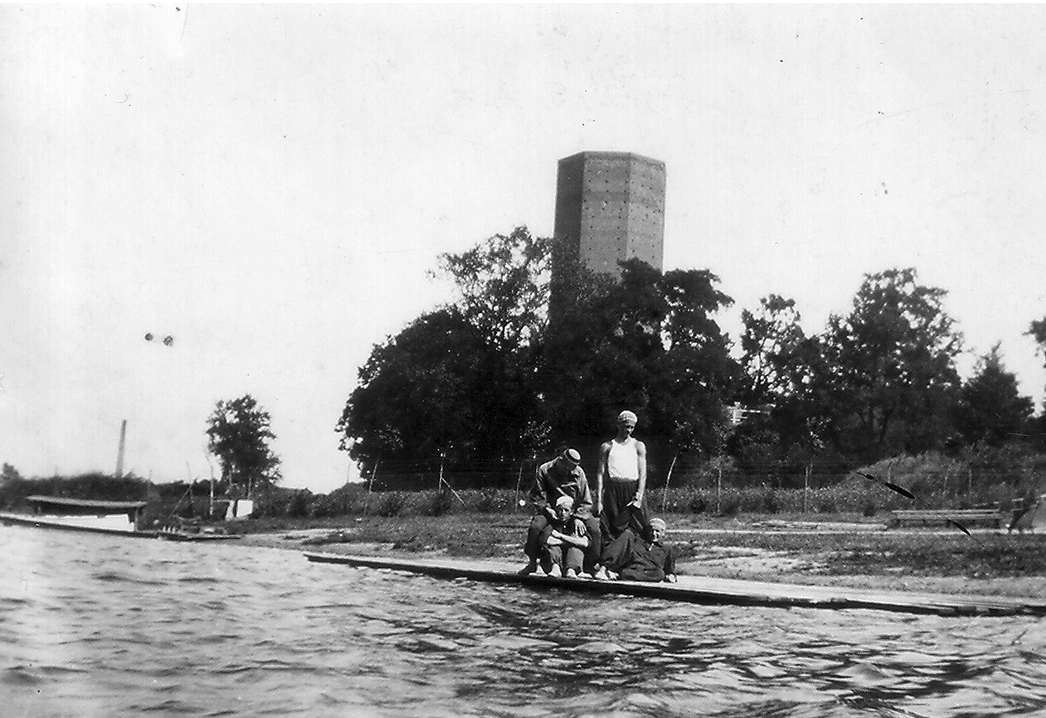
Klubowy pomost w 1938.png

### Nazwy
- 1911–1919 – Klub Wioślarski „Vistula”,
- 1919–1950 – Klub Wioślarski Gopło,
- 1950–1950 – Klub Sportowy Związkowiec (sekcja wioślarska),
- 1950–1955 – Związkowy Klub Sportowy „Unia” (sekcja wioślarska),
- 1956–1957 – „Sparta” Kruszwica (sekcja wioślarska),
- 1957–1983  – Klub Wioślarski Gopło,
- 1983–1985 – Międzyzakładowy Klub Sportowy „Gopło” (sekcja wioślarska),
- 1985–1992 – Międzyzakładowy Ludowy Klub Sportowy „Gopło”(sekcja wioślarska),
- 1992–1995 – Klub Wioślarski z roku 1911 w Kruszwicy,
- od 1995 –  Klub Wioślarski Gopło Kruszwica.

### Prezesi klubu
Funkcję Prezesa klubu pełniły w historii klubu następujące osoby: dr Michał Laskowski, Kazimierz Pelz, Alojzy Fluciński, Zygmunt Prusinowski, Roman Tejkowski, Czesław Jankowski, Michał Głowacki, Stanisław Mikołajczak, Mikołaj Pietkiewicz, Zbigniew Lewicki, Stefan Majewski, Jan Brauner, Ryszard Staszak, Szymon Owczarek, Jerzy Żurawicz, Lech Sobecki, Roman Wróblewski, Tadeusz Majewski, Zbigniew Sulczyński, a także Stefan Janeczek.

## Wyniki sportowe

### Osiągnięcia przedwojenne
Przed II wojną światową wioślarze KW Gopła nie wyróżniali się szczególnie na tle krajowych konkurentów. Tytułów Mistrza Polski w okresie tym nie zdobyli. W rywalizacji sportowej, klub uczestniczył od roku 1923. W dwudziestoleciu międzywojennym, w poszczególnych latach uzyskał następujące wyniki w klasyfikacji klubowej (dane według tabel punktacyjnych PZTW za poszczególne lata - podane zostało miejsce i ilość klubów, które zdobyły w regatach punkty i  oficjalnie je sklasyfikowano):
- w 1926 – 11 miejsce na 14 klubów[8],
- w 1927 – 15 miejsce na 15 klubów[8],
- w latach 1928–1932 klub nie był klasyfikowany[9][9][10][11][12],
- w 1933 – 27 miejsce  na 42 kluby[13],
- w 1934 – 35 miejsce  na 41 klubów[14],
- w 1935 – 27 miejsce  na 46 klubów[15],
- w 1936 – 28 miejsce  na 42 kluby[16],
- w 1937 – 26 miejsce na 41 klubów[17],
- w 1938 – 40 miejsce  na 44 kluby[18],
- w 1939 – 19 miejsce  na 36 klubów[19].

Warto jednak zauważyć, iż wiele klubów zrzeszonych w PZTW w rywalizacji tej nie uczestniczyło lub nie zdołało w danym roku zdobyć punktów.

### Osiągnięcia powojenne

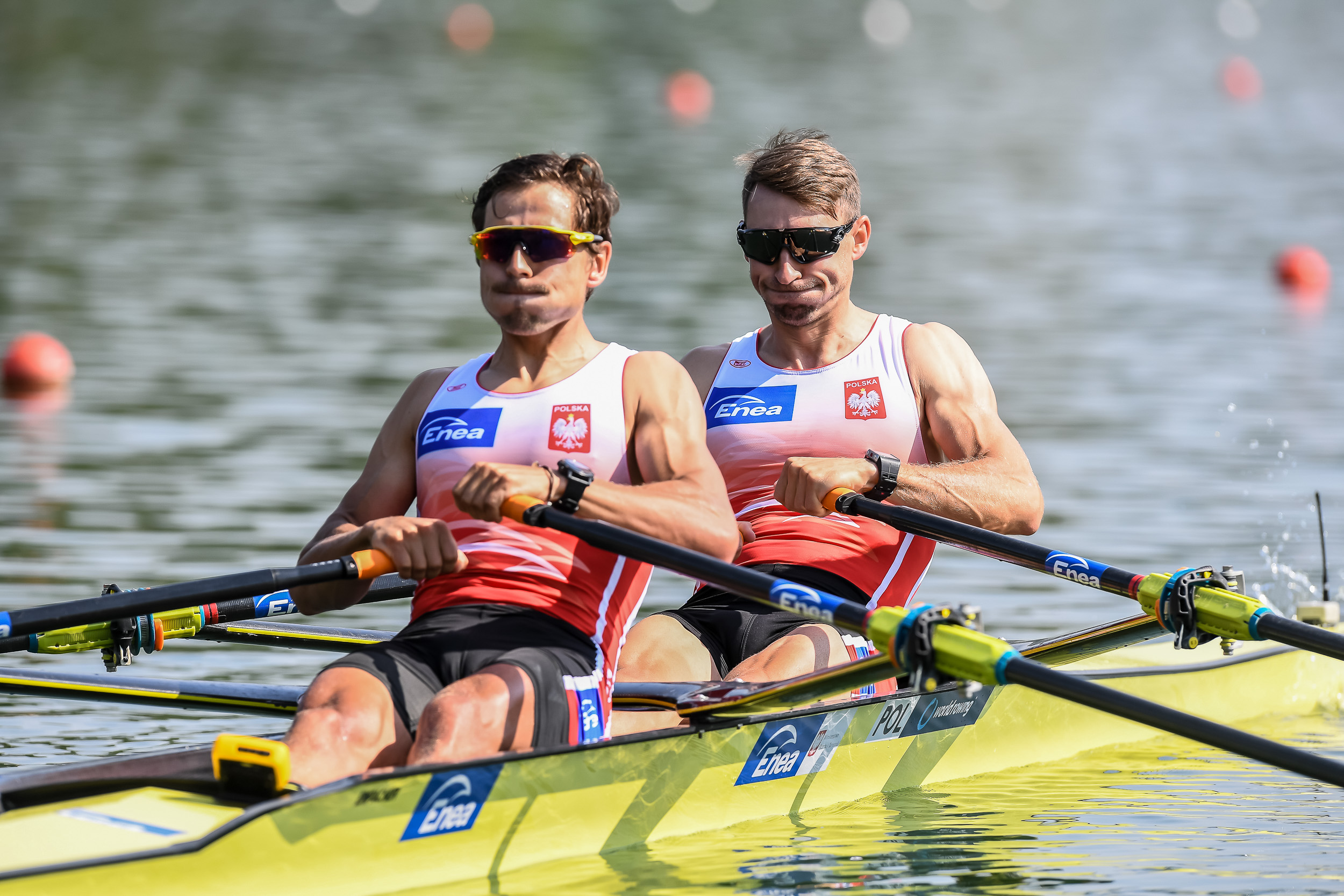
Klubowa dwójka – Artur Mikołajczewski, Jerzy Kowalski - 2019

Po zakończeniu II wojny pierwszą osadą klubową, która sięgnęła w 1949 roku po tytuł Mistrza Polski (pierwszy w historii klubu) była czwórka ze sternikiem kobiet w składzie: J. Czarniak, U. Kiliańska, T. Zielińska, A. Robotnikowska i st. J. Wesołowska. Zapoczątkowało to serię sukcesów klubu na polu rywalizacji krajowej i regularnego zdobywania w latach 1950–1964 medali na Mistrzostwach Polski, przede wszystkim w rywalizacji juniorów.
Kolejne sukcesy wioślarze klubu osiągnęli w połowie lat 70. W młodszych kategoriach złote medale Mistrzostw Polski zdobywali m.in. jedynkarz T. Gołębiowski oraz S. Janeczek, J. Zdyb, a także I. Głuszak. Największym sukcesem był jednak występ klubowej osady dwójki bez sternika, M. Jankowski, Z. Widuła, (złotych medalistów MP) w Mistrzostwach Świata Juniorów w roku 1978 – zajęli tam 6 miejsce. Ostatnie lata Polski Ludowej to okres powolnej zniżki poziomu sportowego klubu.
Sukcesy w młodszych kategoriach wiekowych KW Gopło ponownie zaczęło odnosić na początku lat 90. W 1992 roku klub zdobył tytuł Drużynowego Mistrza Polski Juniorów, a w 1995 i 1998 – Drużynowego Mistrza Polski Młodzików. W XXI wieku praca z młodzieżą przyniosła liczne sukcesy na polu rywalizacji międzynarodowej – również w starszych kategoriach wiekowych. Wioślarze KW Gopło i wychowankowie klubu zdobywali najpierw medale Mistrzostw Świata Juniorów, a następnie medale Mistrzostw Świata Seniorów i Mistrzostw Europy Seniorów, a także wystąpili na igrzyskach olimpijskich. W roku 2019 klubowa osada dwójki podwójnej wagi lekkiej w składzie A. Mikołajczewski i J. Kowalski wywalczyła na Mistrzostwach Świata w Ottensheim kwalifikację do Igrzysk Olimpijskich w 2020.
Według punktacji Polskiego Związku Towarzystw Wioślarskich, klub w ostatnich latach zajął następujące miejsca w klasyfikacji drużynowej: 
- w roku 1997 – 18 miejsce na 35 sklasyfikowanych klubów[21],
- w roku 1998 – 27 miejsce na 35 sklasyfikowanych klubów[22],
- w roku 1999 – 20 miejsce na 32 sklasyfikowane kluby[23],
- w roku 2000 – 18 miejsce na 33 sklasyfikowane kluby[23],
- w roku 2001 – 19 miejsce na 33 sklasyfikowane kluby[23],
- w roku 2002 – 20 miejsce na 33 sklasyfikowane kluby[23],
- w roku 2003 – 21 miejsce na 34 sklasyfikowane kluby[23],
- w roku 2004 – 15 miejsce na 34 sklasyfikowane kluby[23],
- w roku 2005 – 19 miejsce na 36 sklasyfikowanych klubów[23],
- w roku 2006 – 16 miejsce na 34 sklasyfikowane kluby[23],
- w roku 2007 – 16 miejsce na 35 sklasyfikowanych klubów[23],
- w roku 2008 – 18 miejsce na 37 sklasyfikowanych klubów[23],
- w roku 2009 – 16 miejsce na 38 sklasyfikowanych klubów[23],
- w roku 2010 – 15 miejsce na 37 sklasyfikowanych klubów[23],
- w roku 2011 – 23 miejsce na 35 sklasyfikowanych klubów[23],
- w roku 2012 – 21 miejsce na 35 sklasyfikowanych klubów[23],
- w roku 2013 – 21 miejsce na 38 sklasyfikowanych klubów[23],
- w roku 2014 – 21 miejsce na 36 sklasyfikowanych klubów[24],
- w roku 2015 – 16 miejsce na 38 sklasyfikowanych klubów[25],
- w roku 2016 – 20 miejsce na 37 sklasyfikowanych klubów[26],
- w roku 2017 – 24 miejsce na 35 sklasyfikowanych klubów[27],
- w roku 2018 – 27 miejsce na 36 sklasyfikowanych klubów[28].

### Wybitni zawodnicy

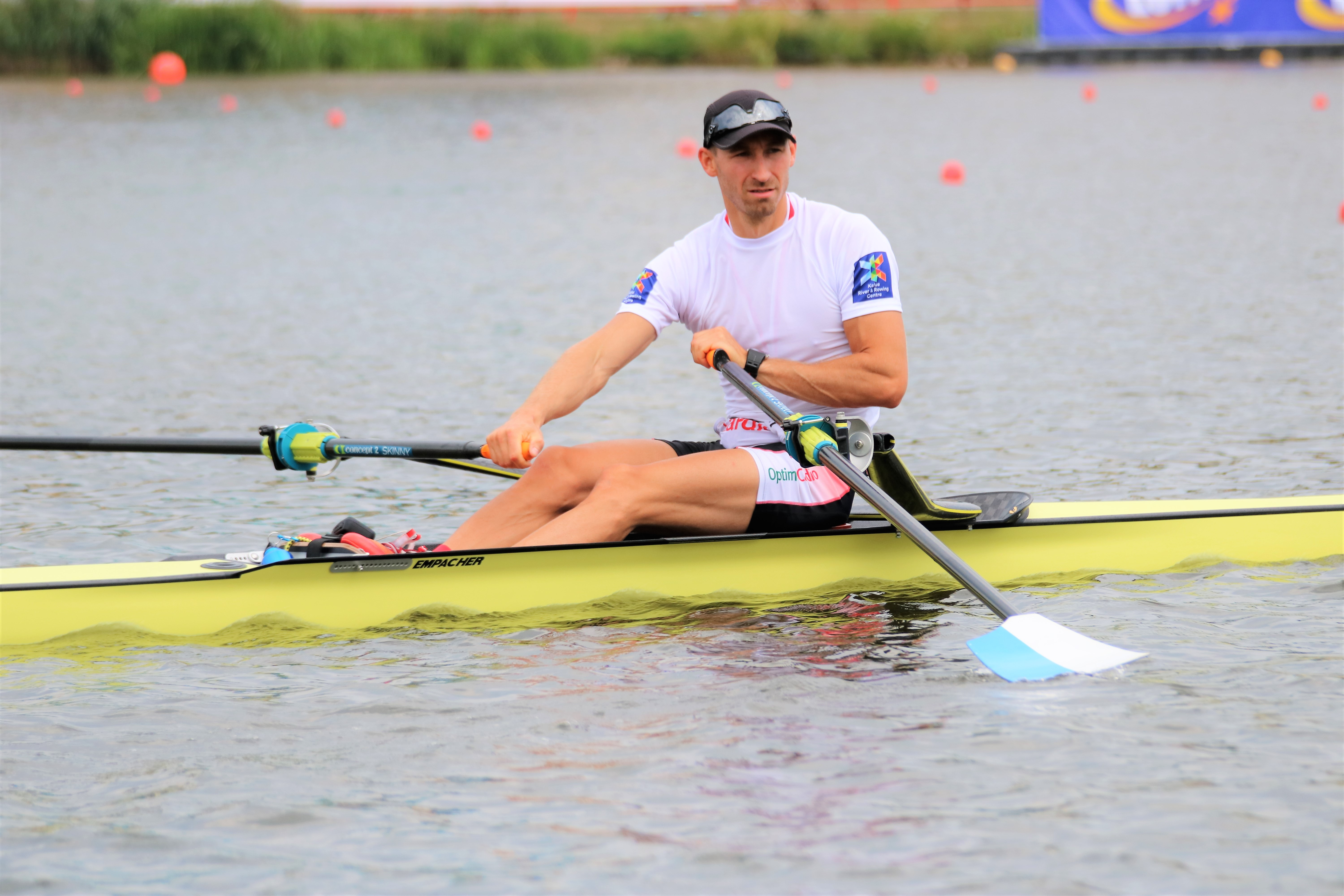
Jerzy Kowalski - MP 2018

Najwybitniejszymi zawodnikami i wychowankami KW Gopło byli:
Artur Mikołajczewski – wychowanek klubu, olimpijczyk z Rio de Janeiro (2016), odniósł następujące sukcesy:
- Igrzyska Olimpijskie – Rio de Janeiro 2016 – dwójka podwójna wagi lekkiej – 6 miejsce,
- Mistrzostwa Świata Seniorów – Płowdiw 2012 – czwórka podwójna wagi lekkiej –  złoty medal,
- Mistrzostwa Europy Seniorów – Lucerna 2019 – jedynka wagi lekkiej –  srebrny medal,
- Mistrzostwa Europy Seniorów – Varese 2021 – jedynka wagi lekkiej –  brązowy medal[30],
- Mistrzostwa Świata Seniorów – Ottensheim 2019 – dwójka podwójna wagi lekkiej –  VI miejsce (a zarazem kwalifikacja do Igrzysk Olimpijskich w 2020),
- Młodzieżowe Mistrzostwa Świata – Troki 2012 – dwójka podwójna wagi lekkiej –  srebrny medal,
- Mistrzostwa Europy Seniorów – Račice 2017 – jedynka wagi lekkiej – 5 miejsce,
- Mistrzostwa Świata na ergometrze wioślarskim 2018 – waga lekka mężczyzn –  złoty medal[31],
- wielokrotny mistrz kraju.

Arnold Sobczak – wychowanek klubu. Największe sukcesy zawodnika:
- Mistrzostwa Świata Juniorów – Troki 2002 – czwórka podwójna –  brązowy medal,
- Młodzieżowe Mistrzostwa Świata – Amsterdam 2005 – czwórka podwójna – 6  miejsce,
- Mistrzostwa Europy Seniorów – Poznań 2007 – jedynka – 4 miejsce,
- Mistrzostwa Europy Seniorów – Brześć 2009 – czwórka podwójna –  brązowy medal,
- wielokrotny mistrz kraju.

Jerzy Kowalski – wychowanek KW Gopło, odniósł następujące sukcesy:
- Mistrzostwa Świata Seniorów – Sarasota 2017 – dwójka podwójna wagi lekkiej – 4 miejsce,
- Mistrzostwa Świata Seniorów – Ottensheim 2019 – dwójka podwójna wagi lekkiej –  VI miejsce (a zarazem kwalifikacja do Igrzysk Olimpijskich w 2020),
- Mistrzostwa Europy Seniorów – Račice 2017 – dwójka podwójna wagi lekkiej – 4 miejsce,
- Mistrzostwa Europy Seniorów – Glasgow 2018 – dwójka podwójna wagi lekkiej – 5 miejsce,
- zawody Pucharu Świata – Belgrad 2018 – dwójka podwójna wagi lekkiej –  1 miejsce,
- Mistrzostwa Europy na ergometrze wioślarskim 2020 – waga lekka mężczyzn –  brązowy medal[34],
- wielokrotny mistrz kraju.

Mikołaj Burda – wychowanek KW Gopło (w barwach klubu był Mistrzem Polski młodzików na jedynce). Już po przejściu do Bydgostii Bydgoszcz czterokrotny uczestnik Igrzysk Olimpijskich, medalista mistrzostw świata i  mistrzostw Europy.